# Рунов, Константин Алексеевич
Константин Алексеевич Рунов (1839—1877) — герой русско-турецкой войны 1877—1878 гг.
Родился в 1839 г. Отец его, Алексей Иванович, получил дворянство в 1848 г. Получив воспитание в Павловском кадетском корпусе, он поступил в 1857 г. на службу прапорщиком Лейб-гвардии в Гренадерский полк, с прикомандированием к Михайловской артиллерийской академии, а в 1859 г. был переведён Лейб-гвардии в Павловский полк; прикомандированный затем, в 1861 г., к Новгородскому графа Аракчеева кадетскому корпусу, в должность репетитора по предмету математики, Рунов в 1862 г. произведён был в подпоручики и в 1863 г. в поручики и участвовал, в течение пяти месяцев, в усмирении Польского восстания в составе войск Виленского военного округа, причём за отличие, оказанное в деле у местечка Гедройц, награждён был орденом св. Станислава 3-й степени с мечами и бантом.

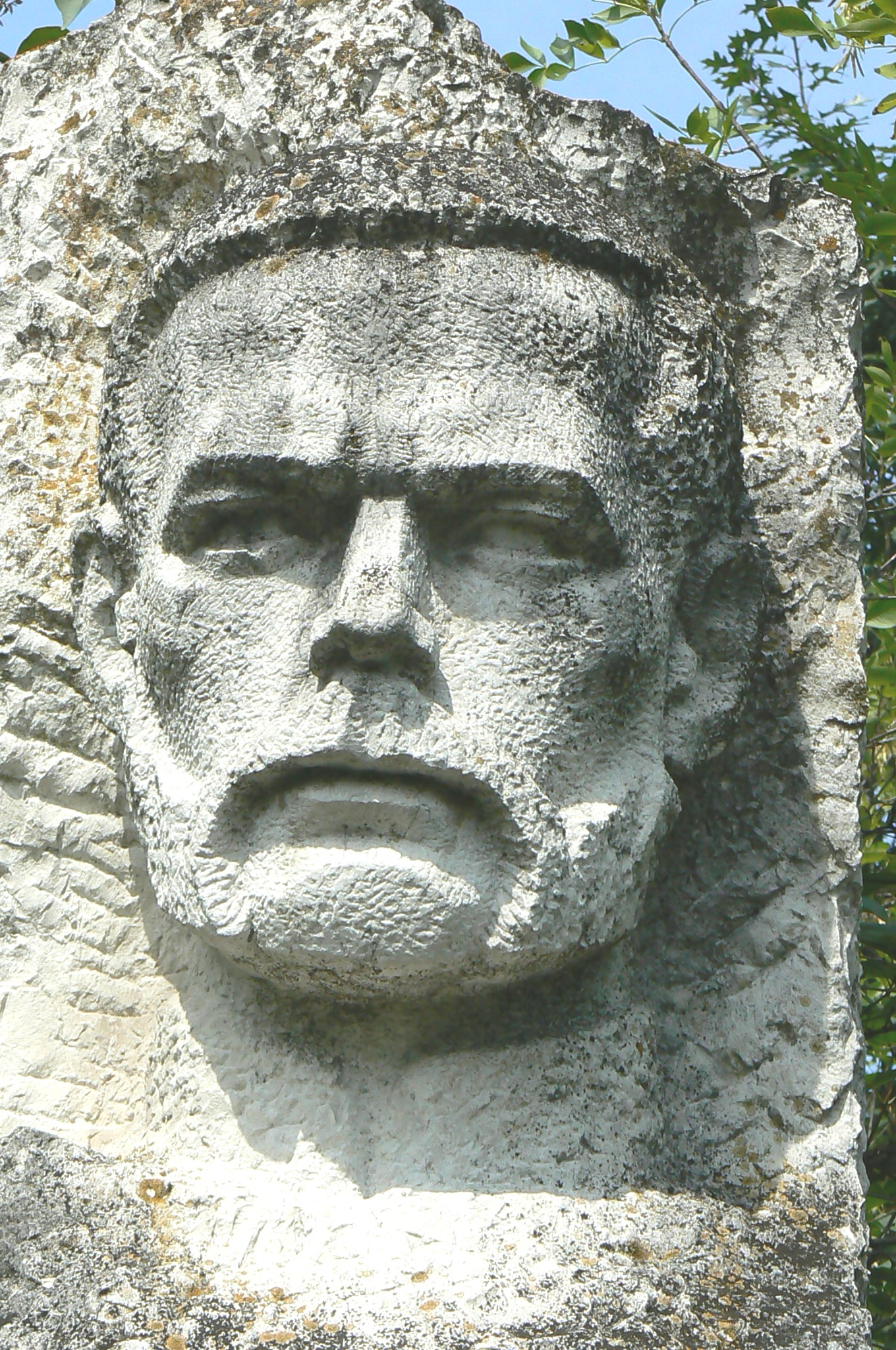
Памятник полковнику Константину Рунову, Парк-музей «имени генерала В. Н. Лаврова», деревня Горни-Дыбник, Болгария

Неутомимая жажда деятельности влекла Рунова к занятиям, — и он не удовлетворялся только строгим выполнением обязанностей строевой службы, а всегда был готов на всякий полезный труд. Общество офицеров Павловского полка выбрало его библиотекарем, — и в этом деле он оставил по себе добрую память, ибо обогатил библиотеку новыми капитальными научными трудами, ввёл правило о принятии всеми офицерами участия в управлении ею и записи всех мнений относительно порядка приобретения сочинений, устройства помещения и пр. В начале 1864 г. Рунов был назначен начальником школы солдатских детей и детского приюта, состоявших при Павловском полку, и, для лучшего изучения дела по преподаванию, посещал Крюковские казармы, где в то время обучением заведовал опытный педагог. Рунов относился к детям совершенно по-отечески и делил с ними все их интересы; много забот и изобретательности вносил он, чтобы разнообразить монотонность их казарменной жизни и облагородить некоторую грубость её нравов. По его почину явился в школе волшебный фонарь, организовались чтения, музыкальные вечера и домашние спектакли; Рунов привлек к своему делу всех молодых офицеров и сделался центром кружка, главный интерес которого сосредоточивался в горячем интересе к литературе, музыке и школе.
В 1866 г. Рунов был произведён в штабс-капитаны, в 1867 г. назначен членом полкового суда, в 1870 г. произведён в капитаны, в 1871 г. награждён орденом св. Станислава 2-й степени и в 1873 г. занял должность председателя полкового суда; затем, в 1874 г. назначенный членом комиссии для составления Устава внутренней службы и членом комиссии по вопросу об учебной части в войсках, Рунов в первой из этих комиссий, в качестве делопроизводителя, принимал весьма деятельное участие. В том же 1874 г. он был произведён в полковники, а 19 декабря 1875 г. был назначен флигель-адъютантом и командиром 1-го и 2-го батальонов лейб-гвардии Павловского полка. В 1877 г. с началом русско-турецкой войны Рунов со своим полком выступил в поход и после того, как полковник Озеров был ранен при переправе через Дунай, был назначен начальником сводного конвоя Его Величества и с этим конвоем участвовал при взятии Ловчи. В этом сражении, несмотря на громадные препятствия, гвардейцы и стрелки, всё время имея впереди Рунова и других офицеров, взяли приступом турецкие завалы и прогнали турок за р. Осьму. За это дело Рунов был награждён золотой саблей с надписью «За храбрость». При штурме Скобелевскими войсками турецких редутов при Горном Дубняке 12 октября 1877 г. Рунов одним из первых бросился на приступ и успел уже спуститься в ров, но здесь был смертельно ранен осколком гранаты и вскоре скончался. По повелению императора Александра II, тело его было перевезено в Петербург и 22 ноября погребено на Смоленском кладбище.